# Pteridophyta
Pteridophyta is een botanische naam die afhankelijk van de opvatting van de betreffende auteur gebruikt kan worden voor een eenheid die andere auteurs benoemen als,  of die volgens andere auteurs kan omvatten:
- Pteropsida
- Polypodiopsida, echte varens
- Lycopsida, wolfsklauwen
- Monilophyta, Moniloformopses
- varens